# NGC 1639
NGC 1639 – gwiazda potrójna znajdująca się w gwiazdozbiorze Erydanu. Skatalogował ją John Herschel 10 grudnia 1835 roku, błędnie sądząc, że to obiekt typu „mgławicowego”.